# Teodorocano
Teodorocano (em latim: Θεοδωροκάνος; romaniz.: Theodorokános) foi um general bizantino de origem armênia ativo no século XI, durante o reinado do imperador Basílio II Bulgaróctono (r. 976–1025) no Oriente e nos Bálcãs. Segundo seus selos, teria ocupado as posições de protoespatário e mestre do Crisotriclino (epi tou Chrysotriklinou) e então servido como estratego de Artze e como arcegeta do Oriente, embora as datas precisas sejam desconhecidas. Segundo João Escilitzes, no final dos anos 990, Teodorocano foi nomeado pelo imperador como estratego de Filipópolis e então nos primeiros anos do século XI teria liderado, ao lado de Nicéforo Xífias, um exército contra o Primeiro Império Búlgaro.

## Biografia

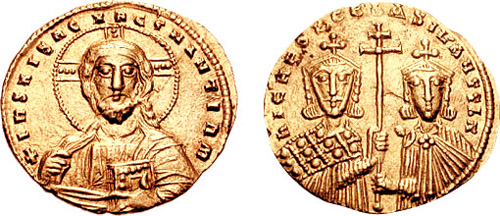
Histameno de r. e r.

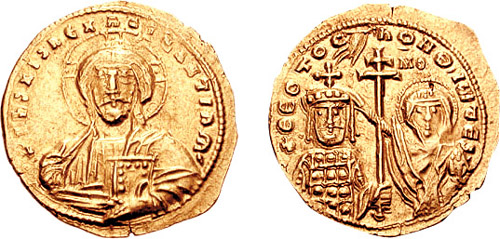
Histameno de r.

Seu nome é a helenização do armênio T‘ot‘orakan ("pertencente a Teodoro"). Uma série de selos atribuídos a ele por Ivan Jordanov permitem uma tentativa de reconstrução de sua carreira inicial, quando manteve as posições de protoespatário e mestre do Crisotriclino e serviu como estratego (governador militar) de Artze e como arcegeta do Oriente. É provável que ele foi estratego entre 975 e 979, pois o forte estava em mãos bizantina naquela época, e foi então promovido para arcegeta, um ofício recém-criado que possuía um comando que englobava a infantaria profissional (e principalmente armênia) dos exércitos campais orientais.
Ele é mencionado diretamente pela primeira vez nas fontes (a história de João Escilitzes) nos anos 990 (ca. 994, segundo Nicholas Adontz), quando fora nomeado pelo imperador Basílio II Bulgaróctono (r. 976–1025), naquele tempo enredado na longa guerra contra a Bulgária, como estratego de Filipópolis e patrício. No ano 1000, junto com Nicéforo Xífias, liderou um exército que rapidamente capturou as fortalezas búlgaras de Preslav, Prestlavitza e Plisca, completando a reimposição do controle bizantino sobre as porções nordeste do Estado búlgaro, primeiro conquistado pelo imperador João I Tzimisces (r. 969–976) no começo dos anos 970. Logo depois, Teodorocano retirou-se devido sua avançada idade, e foi substituído por Xífias. Os generais Jorge Teodorocano e Basílio Teodorocano, ativos mais tarde no século XI, foram considerados seus filhos por Adontz, mas, embora provável, tal parentesco não pode ser provado.